# Vitstrupig madagaskarsångare
Vitstrupig madagaskarsångare (Oxylabes madagascariensis) är en fågel i familjen madagaskarsångare inom ordningen tättingar.

## Utseende och läte
Vitstrupig madagaskarsångare är en medelstor tätting med tydligt vit strupe och vitt ögonbrynsstreck. Den är vidare brun på ryggen, roströd under och roströd även på hjässan. Vanliga läten är en snabb och trastlik stigande och fallande serie samt en mörkare accelererande drill.

## Utbredning och systematik
Fågeln återfinns i täta fuktiga skogar på nordvästra och östra Madagaskar. Den placeras som enda art i släktet Oxylabes och behandlas som monotypisk, det vill säga att den inte delas in i några underarter.

## Levnadssätt
Vitstrupig madagaskarsångare hittas i regnskog på låg och medelhög höjd. Där föredrar den täta snår i undervegetationen. Arten är skygg men rastlös.

## Status och hot
Arten har ett stort utbredningsområde, men tros minska i antal, dock inte tillräckligt kraftigt för att den ska betraktas som hotad. Internationella naturvårdsunionen IUCN listar arten som livskraftig (LC).

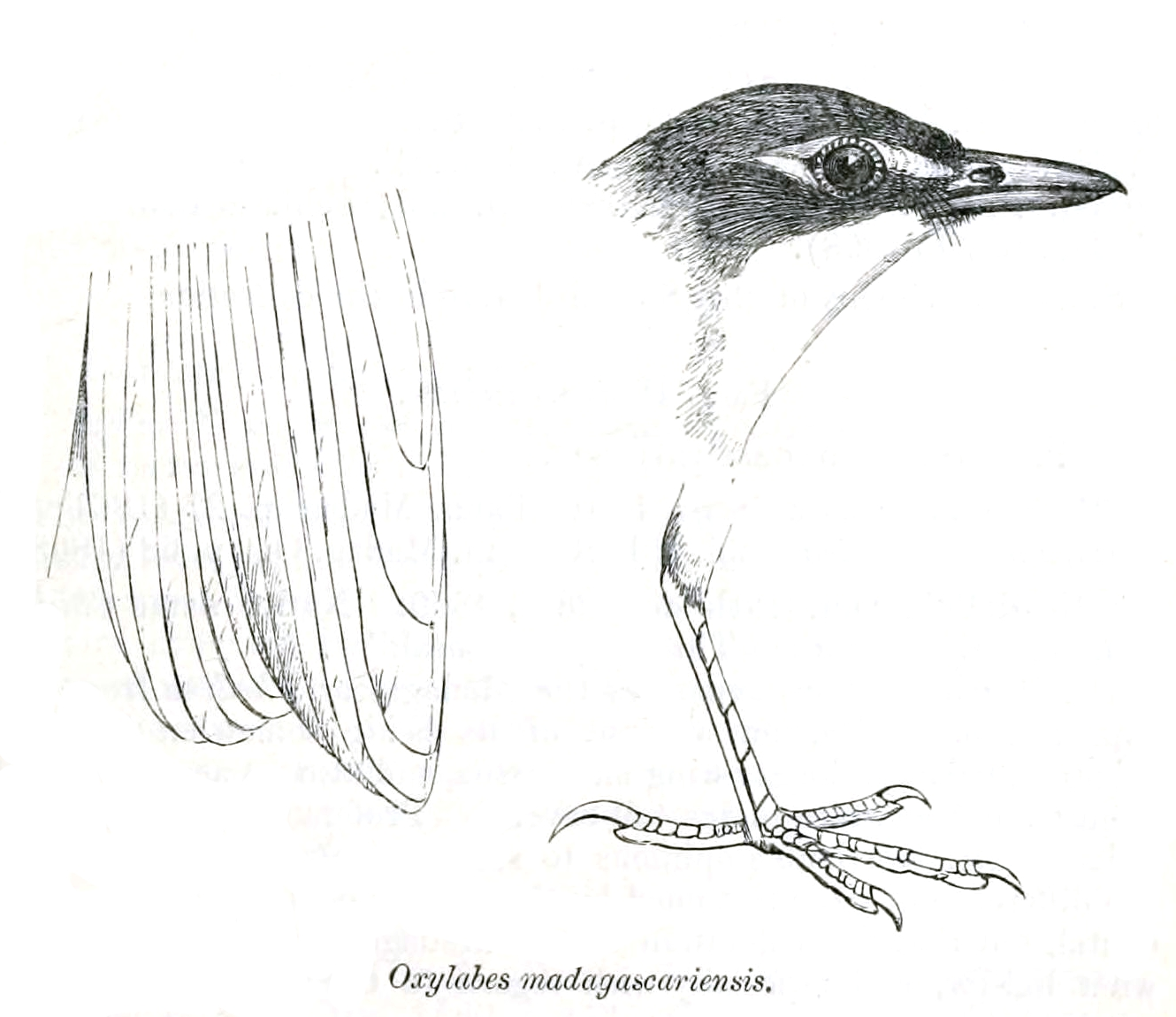